# Jakob Adlung
Jakob Adlung, Adelung (ur. 14 stycznia 1699 w Bindersleben, zm. 5 lipca 1762 w Erfurcie) – niemiecki teoretyk muzyki i organista.

## Życiorys
Początkowo kształcił się u ojca, organisty Davida Adlunga. Grał na skrzypcach, klawesynie i organach. Ukończył gimnazjum w Erfurcie, później studiował filozofię, filologię i teologię na uniwersytecie w Jenie, w 1726 roku uzyskując tytuł magistra. Pobierał lekcje gry organowej u Johanna Nikolausa Bacha. Od 1727 roku był organistą w Predigerkirche w Erfurcie, od 1741 roku wykładał też w gimnazjum erfurckim. Udzielał lekcji muzyki, zajmował się również budową organów. Utrzymywał kontakt z Johannem Sebastianem Bachem. Jego uczniami byli Georg Peter Weimar i Johann Christian Kittel.
Opublikował pisma Anleitung zu der musikalischen Gelahrtheit (Erfurt 1758; 2. wyd. zrewid. 1783 oprac. Johann Adam Hiller), Musica mechanica organoedi (Berlin 1768, oprac. Johann Lorenz Albrecht) oraz Musikalisches Siebengestirn. Das ist: Sieben zu der edlen Tonkunst gehorige Fragen (Berlin 1768, oprac. Johann Lorenz Albrecht). W pismach tych zawarł poglądy teoretyczno-estetyczne typowe dla swojej epoki, a także wskazówki na temat budowy i użycia organów.